# (17942) Whiterabbit
(17942) Whiterabbit (1999 JG6) – planetoida z grupy pasa głównego asteroid okrążająca Słońce w ciągu 3,7 lat w średniej odległości 2,39 j.a. Odkryta 11 maja 1999 roku.